# Río Altamaha
El río Altamaha (del inglés: Altamaha River), es un gran río de la vertiente Atlántica de los Estados Unidos que discurre íntegramente por el estado de Georgia y se forma por la confluencia de los ríos Ocmulgee (410 km) y del Oconee (274 km). Si se considera con su fuente más lejana, el sistema Altamaha–Ocmulgee–Yellow alcanza los 760 km. Fluye en dirección general este, a lo largo de 220 km y desemboca en el océano Atlántico cerca de la ciudad de Brunswick. Sus principales afluentes son, por la izquierda, el río Ohoopee (192 km) y el arroyo Beards; y, por la derecha, el arroyo Penholoway. No hay ninguna presa hidráulica directamente en el río Altamaha, aunque sí las hay en el Oconee y el Ocmulgee. Incluyendo sus afluente primarios, la cuenca hidrográfica del río Altamaha drena unos 36 260 km², siendo una de las mayores de la costa atlántica estadounidense. Se supone que es el tercer contribuyente en tamaño de agua fresca al océano Atlántico de Norteamérica. Incluyendo su más largo afluente, el río Ocmulgee, acaba situándolo como el séptimo río en longitud del país enteramente dentro de un estado, detrás de sólo cuatro ríos alasqueños, del río Sacramento-Pit, en California, y del río Trinidad, en Texas. El comienzo del río Colorado de Texas queda justo unos pocos kilómetros dentro de Nuevo México y el largo sistema del río Mobile-Alabama-Coosa, que en su mayor parte está en Alabama, surge de hecho a corta distancia, dentro del estado de Georgia.
El río Altamaha atraviesa un área amplia de baja densidad de población con pocas ciudades importantes en su curso, aunque sí hay algunas sobre sus afluentes primarios como Milledgeville sobre el Oconee y Macon sobre el Ocmulgee. Siglos atrás, este río era una vía de transporte muy importante para llegar a las plantaciones.